# Ruoholampi
Ruoholampi är en sjö i kommunen Villmanstrand i landskapet Södra Karelen i Finland. Sjön ligger 75,8 meter över havet. Den är 2,4 meter djup. Arean är 90 hektar och strandlinjen är 5,48 kilometer lång. Sjön  ingår i Vuoksens huvudavrinningsområde.   Den ligger nära Villmanstrand och omkring 190 km nordöst om Helsingfors. 